# Ignati Grinevitski
Ignati Ioakhimovitch Grinevitski (en russe : Игнатий Иоахимович Гриневицкий), né en 1856 à Klitchaw (ancien gouvernement de Minsk, aujourd'hui en Biélorussie), est un militant révolutionnaire membre du mouvement Narodnaïa Volia. Il jeta la bombe qui tua le tsar Alexandre II de Russie lors de l'attentat du 1er mars (13 mars) 1881 à Saint-Pétersbourg.

## Biographie
En 1875, Ignati Grinevitski part pour Saint-Pétersbourg, où il s'inscrit en mathématiques à l'École polytechnique locale. Il rencontre des étudiants révolutionnaires et rejoint le mouvement Narodnaïa Volia.
En 1880, il devint le typographe de la rédaction du journal révolutionnaire du mouvement avec les militants Andreï Jéliabov et Sofia Perovskaïa.
En février 1881, les militants révolutionnaires se réunissent pour préparer l'attentat de mars 1881 contre le tsar Alexandre II de Russie. Sont présents Andreï Jeliabov, Sofia Perovskaïa, Nicolas Kibaltchitch, Nikolaï Sabline, Timofeï Mikhaïlov, Nikolaï Rysakov et Guessia Guelfman.
Le jour de l'attentat, Ignati Grinevitski portait une bombe qu'il devait utiliser si la première bombe n'avait pas atteint son but. Lorsque la première bombe explosa, le tsar voulut jeter un œil à l'endroit où l'explosion avait eu lieu. Il se dirigea vers le cratère en forme d'entonnoir formé par l'explosion de la bombe. Un Cosaque et un garçon gisaient près du cratère. Il exprima sa sollicitude pour eux. La plupart des gardes, se précipitèrent pour voir et lui demandèrent s'il était blessé, "Dieu merci ! non !" dit le tsar. "Allons, occupons-nous des blessés !". Ignati Grinevitski qui était appuyé contre la rambarde avec un paquet dans les mains, se tourna vers l'empereur et avant que personne ne puisse l'arrêter, il s'écria : "Il est trop tôt encore pour remercier Dieu, Alexandre Nikolaïevitch". Il éleva les deux bras et fit un brusque mouvement en jetant sa bombe. Il y eut une seconde explosion assourdissante. Sur les dalles brisées de la chaussée, près de la balustrade, le tsar était couché dans une mare de sang. Il avait été mortellement blessé dans l'explosion. Ignati Grinevitski, grièvement blessé avec l'explosion, fut emmené pour être interrogé, mais mourut quelques heures plus tard des suites de ses blessures. Ses camarades seront arrêtés et condamnés à mort, lors du jugement des Pervomartovtsi en avril suivant.